# Derambila dentifera
Derambila dentifera là một loài bướm đêm trong họ Geometridae.